# Etsuhoa tjanshanica
Etsuhoa tjanshanica är en tvåvingeart som beskrevs av Marikovskij 1969. Etsuhoa tjanshanica ingår i släktet Etsuhoa och familjen gallmyggor. Inga underarter finns listade i Catalogue of Life.